# CRESCENT MOON
「CRESCENT MOON」（クレッセント ムーン）は、中島美嘉の2枚目のシングル。

## 解説
- デビュー曲『STARS』に続く2枚目のシングル。
- このシングルは「金盤」「銀盤」の2種類を5万枚ずつ、計10万枚限定でのリリースとなったが、発売初日に完売した。
- カップリングとして収録された「DESTINY'S LOTUS」は、EXILEのATSUSHIがコーラスで参加している。ラップ担当はケツメイシの大蔵である。
- 「CRESCENT MOON」はシングル「ONE SURVIVE」に、「DESTINY'S LOTUS」はシングル「Helpless Rain」に、アレンジバージョンが収録されている。

## 収録曲

### CD
1. CRESCENT MOON
  - 作詞：松本隆／作曲：大野宏明／編曲：田中義人
2. DESTINY'S LOTUS
  - 作詞：中島美嘉／ラップ作詞：大蔵／作曲：Gajin／編曲：テイ$トウワ
3. AMAZING GRACE
  - 作詞・作曲：John Newton／編曲：DREAMFIELD
  - 讃美歌「アメイジング・グレイス」のカバー
4. CRESCENT MOON（Instrumental）
5. DESTINY'S LOTUS（Instrumental）

### アナログ
SIDE-A
1. CRESCENT MOON
2. CRESCENT MOON（Instrumental）

SIDE-B
1. DESTINY'S LOTUS
2. DESTINY'S LOTUS（Instrumental）

## タイアップ
CRESCENT MOON
- 関西テレビ・フジテレビ系ドラマ「傷だらけのラブソング」最終話エンディングテーマ
- 日本テレビ系「AX MUSIC-FACTORY」AX POWER PLAY #063
- 日本テレビ系「THE独占サンデー」エンディングテーマ

DESTINY'S LOTUS
- 日本テレビ系「AX MUSIC FACTORY」AX POWER PLAY #064

AMAZING GRACE
- 関西テレビ・フジテレビ系ドラマ「傷だらけのラブソング」第1話使用曲

## 収録アルバム
- TRUE (#1,2,3、#3はアルバムバージョン)
- BEST (#1,3、#3は再録)
- ずっと好きだった〜ALL MY COVERS〜 (#3、アルバムバージョン)
- DEARS (#1)
- 〜Healing Collection〜 RELAXIN' (#3)